# Armen Tigranjan

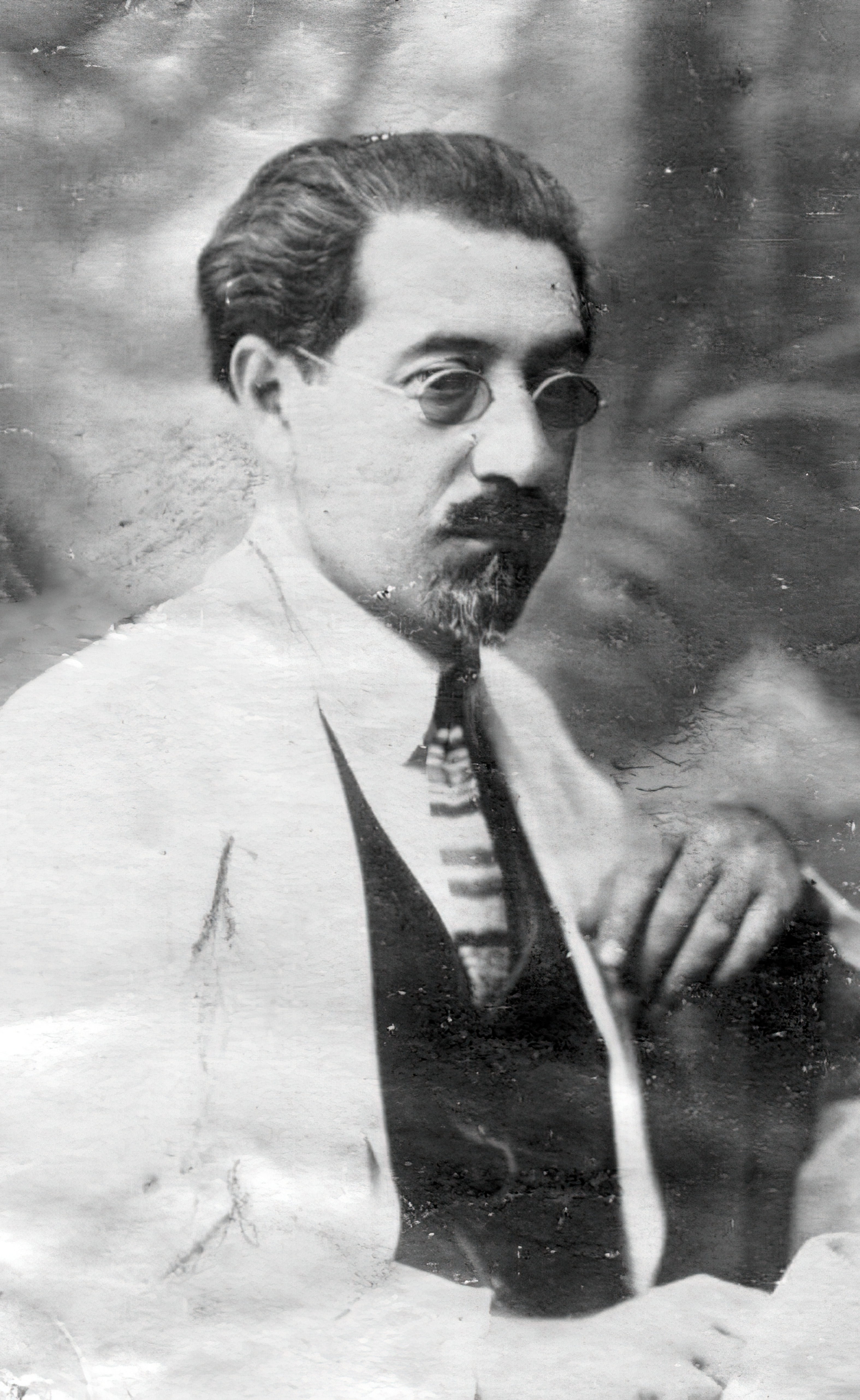
Armen Tigranyan (1924)

Armen Tigranjan (armenisch Արմեն Տիգրանյան; * 14. Dezemberjul. / 26. Dezember 1879greg. in Alexandropol; † 10. Februar 1950 in Tiflis) war ein armenischer Komponist.
Tigranjan studierte von 1898 bis 1902 in Tiflis bei Nikolai Klenowski und Makar Jekmaljan. Danach gründete er in Alexandropol einen armenischen Nationalchor. Ab 1913 lebte er in Tiflis als Dirigent, Musiklehrer und -kritiker. Er komponierte die erste armenische Oper Anusch, die 1912 uraufgeführt wurde. Neben weiteren Opern komponierte er eine Tanzsuite für Orchester, die Kantate Fünfzehn Jahre Sowjet-Armenien, Schauspielmusiken, Chorwerke und Lieder.